# Emilio Gavilanes
Emilio Gavilanes (n. Madrid; 1959) es un lexicógrafo y escritor español, autor de novelas, cuentos, microrrelatos y haikus. Fue el ganador del XII Premio Setenil por su libro de cuentos Historia secreta del mundo.
Nació en Madrid, en el barrio de Canillejas. Empezó a escribir a los quince años. Licenciado en Filología Románica, tras cambiar el rumbo de sus estudios universitarios (empezó con Geológicas y Físicas) por amor a la literatura. Ha ejercido multitud de oficios y actividades (becario de IBM, empleado de correos, arqueólogo, librero, profesor de español y de lexicografía, editor). Su último trabajo fue de lexicógrafo en la Real Academia Española.
La mayoría de sus libros pertenecen a un género límite, entre la novela y la colección de cuentos. En tres de sus libros (El río,  Historia secreta del mundo y La orilla del camino) hace un recorrido por la historia universal a través de microrrelatos.
Por su obra narrativa ha recibido importantes premios de novela y relato. También ha publicado libros de haikus, única forma poética que escribe.
En materia filológica, ha publicado (junto con Elena Cianca) varios estudios sobre el argot juvenil y artículos sobre la historia de algunas palabras. Como filólogo, ha colaborado en revistas especializadas, como el Boletín de la Real Academia Española, la Revista de filología románica, la Revista de dialectología y tradiciones populares, Archiletras y Archiletras Científica. Como creador, ha participado en publicaciones literarias, como Lucanor o Mirlo.

## Obras

### Novelas
- 1991: La primera aventura (Seix Barral).
- 2001: El bosque perdido (Seix Barral).
- 2007: Una gota de ámbar (Ediciones de la Discreta).
- 2014: Breve enciclopedia de la infancia. XVI Premio Tiflos de Novela. (Edhasa/Castalia).

### Libros de cuentos
- 2003: La tabla del dos. Premio NH al mejor libro de relatos inédito.
- 2005: El río (Ediciones de la Discreta). Finalista III Premio Setenil.
- 2011: El reino de la nada (Menoscuarto).
- 2015: Historia secreta del mundo (Ediciones de La Discreta). XII Premio Setenil.
- 2015: Autorretrato (Punto de vista).
- 2024: La orilla del camino (Pre-Textos).

### Prosa
- 2020: Bazar (Ediciones de La Discreta).
- 2026: Anotaciones a lápiz (Newcastle Ediciones).

### Poesía

#### Libros de haikus
- 2011: Salta del agua un pez. 101 haikus (La Veleta).
- 2014: El gran silencio (La Veleta).
- 2021: Era una rosa (La Veleta).
- 2022: Callan los grillos (La Isla de Siltolá).
- 2024: Revelación (Revista Mirlo, n.º 15).

#### Antologías
- 2014: Un viejo estanque, de Susana Benet y Frutos Soriano (La Veleta).
- 2024: El peso de este mundo, de Jesús Aguado (La Garúa).

### Prólogos
- 2007: El lobo en España y Portugal. Jornadas transfronterizas (Puebla de Sanabria).
- 2014: José Luis Senra. La obra de un genio (Madrid).
- 2014: La pintura de Alicia Solla (Catálogo de la exposición en la Casa de Galicia de Madrid).
- 2019: La palabra y la imagen, de Dan Munteanu Colán (Ediciones de La Discreta).

### Obras colectivas
- 2004: Relatos a la luz de la farola (Letras de Venatia).
- 2016: Nocturnario (Nazarí).
- 2018: Una Navidad de diez (Punto y Seguido).
- 2019: Los pescadores de perlas (Montesinos).
- 2021: Cuando la realidad se parece a la ficción (Ayuntamiento de Molina de Segura).
- 2022: En el nombre del nombre (deculturas).
- 2023: Tardes de Año Nuevo. Antólogo: Francisco José Gómez (Ediciones Encuentro).[9]

### Ediciones
- 2009: Camilo Bargiela, Luciérnagas (Renacimiento).

## Premios
- Premio NH 2003 al mejor libro de relatos inédito, por La tabla del dos.
- XVI Premio Tiflos de Novela (2014), por Breve enciclopedia de la infancia (Edhasa/Castalia).
- XII Premio Setenil (2015), por Historia secreta del mundo (Ediciones de La Discreta).

| Predecesor: Javier Sáez de Ibarra | Premio Setenil 2015 | Sucesor: Diego Sánchez Aguilar |